# Tubiferidae
Tubiferidae zijn een uitgestorven familie van weekdieren uit de klasse van de Gastropoda (slakken).

## Taxonomie
De volgende taxa zijn bij de familie ingedeeld:
- Geslacht  † Tubifer Piette, 1856
  -  † Tubifer striatus Piette, 1856